# West Stonesdale
West Stonesdale – osada w Anglii, w hrabstwie North Yorkshire, w dystrykcie (unitary authority) North Yorkshire. Leży 88 km na północny zachód od miasta York i 351 km na północny zachód od Londynu.